# Викка
Ви́кка (англ. Wicca, от др.англ ведун, колдун) — неоязыческая религия, основанная на почитании природы. Она стала популярна в 1954 году благодаря Джеральду Гарднеру, английскому государственному служащему в отставке, который в то время называл эту религию «ведовством» (англ. witchcraft). Он утверждал, что религия, в которую он был посвящён, — это выжившая современная религия древнего колдовства, которая тайно существовала в течение многих столетий, имеющая корни в дохристианском европейском язычестве. Истинность утверждений Гарднера не может быть однозначно доказана, поэтому считается, что викканская теология возникла не ранее 1920-х годов. По мнению последователей, корни викки уходят в глубь веков, в доисторические культы Матери-Земли и Великой богини.
Виккане, как называют последователей викки, обычно почитают Бога (традиционно рогатого бога) и Богиню (традиционно Триединую богиню); отдельно выделяется направление дианической викки, в которой почитается исключительно Богиня. К другим особенностям викки относят: применение ритуальной магии, свободные нормы морали и празднование восьми праздников, соответствующих Колесу года.
Существует спор, что в действительности является виккой. Первоначально название относилось к направлению Чарльза Карделла, соперника Гарднера, однако с 1960-х годов виккой стали называть традиции мистического жречества, происходящие от Гарднера (Гарднерианская и Александрианская викка), известные в Северной Америке как британская традиционная викка.

## Вероучение

### Теология
Несмотря на значительную разницу во взглядах на традицию, большинство виккан почитают Бога и Богиню, которые воспринимаются в свете различных философско-религиозных концепций, как то: пантеизма (в данном случае как проявления двух равновеликих аспектов единого Божества), дуализма (как две полярные противоположности) или политеизма (поддерживая идеи о бытии множества богов).

#### Бог и Богиня
Для большинства виккан викка — это дуалистическая религия, воспринимающая Бога и Богиню равновеликими, дополняющими друг друга противоположностями (близко к даосской идее о инь и ян), воплощающими в себе всю совокупность возможных проявлений природы. Бог иногда символически отождествляется с Солнцем, Богиня — с Луной.
Под Богом традиционно понимается кельтский «Рогатый бог» (Кернуннос); качества, связываемые с ним — сексуальность, агрессия, неистовость, страсть к природе. По традиции, Рогатому приписывают различные имена, среди них: Кернуннос, Пан, Ато и Карнайна. В разное время Бог появлялся в европейской культуре и искусстве в разных обличьях и формах — как Зелёный Человек, как Солнечный Бог (в частности, во время праздника летнего солнцестояния — Лита), как Дубовый Король и Король Остролист, один из которых правит весной и летом, другой осенью и зимой.
Богиню называют Триединой, связывая три формы её проявления — «Дева», «Мать» и «Старуха» — с тремя лунными фазами. Иногда её почитают как изначальную по отношению к Богу сущность, содержащую в себе абсолютно всё. Бог в этих концепциях — искра и биение жизни, одновременно возлюбленный и ребёнок.
В некоторых направлениях, в частности в феминистически ориентированной дианической викке, Богиня видится как самодостаточное существо и Богу не поклоняются вовсе. В данном направлении почитание только женского божества является символом свободы от влияний патриархата. В ковенах с феминистскими направлениями викки встречаются специфические ритуалы, предназначенные для борьбы с личной гендерной травмой (например, связанные с изнасилованием, домашним насилием, абьюзивными отношениями или инцестом). Как показывают социологические исследования, подобные ритуалы оказывают положительное воздействие на психическое состояние и самовосприятие женщин.

#### Политеизм
Дуотеизм Бога и Богини часто расширяют до двойственной формы пантеизма посредством веры, по словам Дион Форчун, что «все боги — один бог, и все богини — одна богиня»; таким образом, все боги и богини всех культур, соответственно, аспекты одного высшего бога и богини.
В ещё более политеистическом приближении видят различных богов и богинь отдельными сущностями. В пантеистических системах возможно понимание богов в качестве архетипов или мыслеформ.
Викканские писатели Джанет Фаррар и Гавин Бон заметили, что викка становится более политеистичной по мере своего «взросления», и приемлет более традиционное языческое мировоззрение.

#### Высшее Божество
Гарднер утверждал, что существо, стоящее над главными богами, признано ведьмами первичным создателем, имя которого остаётся неизвестным. Патриция Краутер назвала это высшее божество Драйтэн (англ. Drighten, от др.-англ. dryhten — «бог; властитель; король»), Скотт Каннингем называл «Единственный» (англ. “the One”). Этот пантеистический или панентеистический взгляд на Бога имеет аналогии в индуизме с Брахманом. Но некоторые викканские традиции (в частности, дианическая или фейская) уверены, что это божество и есть Мать Всего Сущего. Есть множество отсылок на Богиню-мать, коей поклонялись люди на заре человечества, и различные культы коей выжили (в той или иной форме) и по сей день, частично (или полностью) влившись в викку.

#### Анимизм
Викка — имманентная религия, и некоторые виккане используют элементы анимизма. Ключевое представление в викке — что Богиня и Бог (или богини и боги) могут проявлять себя в личностных формах через тела жрицы и жреца, посредством ритуала низведения Луны или низведения Солнца. Также в викканском мировоззрении присутствуют элементы, схожие с шаманизмом в представлении об одушевлённости всего, в том числе и неживых предметов.

### Жизнь после смерти
Верования в жизнь после смерти у последователей викки могут различаться , хотя традиционно виккане верят в реинкарнацию. Раймонд Баклэнд говорил, что душа, чтобы учиться и развиваться, воплощается несколько жизней подряд в одном и том же виде, однако эта вера не является общей. Популярная поговорка среди виккан звучит: «Ведьма однажды, ведьма навсегда», указывает на то, что виккане являются воплощениями прежних ведьм.
Обычно виккане, которые верят в реинкарнацию, также верят, что душа в ожидании следующей реинкарнации отдыхает в Другом мире или Стране вечного лета, известной по книгам Гарднера как «экстаз Богини» . Многие виккане верят в способность, особенно в шабаш Самайн, входить в контакт с умершими, которые живут в Другом мире, с помощью медиумов и досок Уиджа, хотя некоторые виккане против подобной практики: например, верховный жрец Алекс Сандерс, который утверждал: «Они мертвы; оставьте их в покое». На верование оказал влияние спиритизм, который был очень популярен во время возникновения современной викки, и Гарднер его практиковал.
Вместе с тем, виккане не уделяют большое внимание вопросу жизни после смерти, обращая своё внимание на настоящую; как заметил историк Рональд Хаттон: «инстинктивная позиция большинства языческих ведьм заключается в том, что если она сделает всё возможное в настоящей жизни, во всех её аспектах, то в следующей жизни более или менее определённо скажется польза от текущего воплощения, поэтому достаточно уделять внимание настоящей».

### Магия
Виккане верят в магию и возможность воздействия посредством колдовства или волшебства. Некоторые англоязычные виккане пишут слово «магия» как magick вместо magic, хотя такое написание связано с оккультистом Алистером Кроули и больше ассоциируется с телемой, чем с виккой. Виккане произносят заклинания во время ритуала внутри священного круга, пытаясь вызвать реальные изменения (подробнее в разделе «Ритуальные практики»). Общие викканские заклинания применяются для лечения, любви, богатства или освобождения от негативных влияний.
Многие виккане согласны с определением магии, предложенной церемониальными магами. Алистер Кроули, например, описывает магию как «науку и искусство вызывать изменения для вступления в соответствие с Волей», а Самуэль Мазерс утверждает, что это «наука управления тайными силами природы». Виккане полагают, что в магии используются законы природы, ещё не открытые современной наукой. Другие виккане не стараются объяснить принципы действия магии, просто видят, что она действенна, исходя из личного опыта.
Многие виккане-предшественники, такие как Алекс Сандерс и Дорин Вальенте, относили собственную магию к «белой магии», в противоположность «чёрной магии», которую они ассоциировали со злом и сатанизмом. Однако некоторые современные виккане прекратили употребление подобной терминологии, не соглашаясь, что чёрный цвет должен ассоциироваться со злом.
Религиоведы Родни Старк и Уильям Бэйнбридж в 1985 году утверждали, что опрометчивое возвращение к магии приведёт к секуляризации викки и такая реакционная религия вскоре умрёт. Эта точка зрения резко критиковалась в 1999 году историком Рональдом Хаттоном, который утверждал, что обстоятельства доказывают противоположное и «большое число (виккан) работают в передовой науке, например, в отрасли высоких технологий».

### Мораль
Викканская мораль основывается на Викканском наставлении: «Если это никому не вредит, делай, что хочешь». Часто это трактуется, как провозглашение свободной воли, наряду с обязанностью отвечать за собственные поступки и минимизировать причинение вреда себе и другим. Другая часть викканской морали заключается в Законе троекратного воздаяния, который понимается так: всё, доброе или злое, что ты сделаешь другим, воздастся тебе втройне (похоже на восточную идею кармы).
Многие виккане также стремятся обрести восемь достоинств, упомянутых в Завете Богини авторства Дорин Вальенти. Это радость, почтение, уважение, человечность, сила, красота, мощь и сострадание. В стихе Вальенти эти качества распределены попарно, как дополняющие противоположности, отражающие дуализм, присущий викканской философии. Некоторые традиционные виккане также принимают во внимание свод из 161 правила, носящих название Ардеинс (Ardanes). Вальенти, одна из высших жриц Гарднера, отметила, что эти правила, скорее всего, были изобретением самого Гарднера на псевдоархаическом языке. Это как бы побочная реакция на внутренний конфликт с его ковеном Брикет Вуд.
Несмотря на то, что Гарднер поначалу испытывал отвращение к гомосексуальности, утверждая, что это вызовет «гнев Богини», сейчас многие викканские традиции относятся к этому лояльно.

### Пять элементов
Виккане разделяют идею о существовании пяти классических элементов, во многом соглашаясь с традиционными воззрениями западной алхимии и оккультизма. Элементальный символизм присутствует во многих викканских церемониях, например при создании магического круга.
Для объяснения действия и связей первооснов, то есть Духа, Воздуха, Огня, Воды и Земли, существуют авторские концепции, например предложенная Анной-Марией Галагер, в которой она делает это на примере дерева. Дерево соединяется с землёй (почва и листья), водой (сок и влага), огнём (фотосинтез) и воздухом (кислород из диоксида углерода). Всё вместе объединяет Дух.
Традиционно, при построении магического круга четыре основных элемента соотносят со сторонами света: воздух на востоке, огонь на юге, вода на западе, земля на севере и дух в центре. Помимо этого существует огромное количество всевозможных соответствий.
Пять элементов соотносятся с пятью вершинами пентаграммы.

### Символы
Как и у представителей других религий, у виккан есть свои собственные сакральные символы, главный и наиболее известный из которых — пентаграмма. Пять вершин представляют собой пять элементов. Существуют другие символы, например, трикветр и символ лунной триединой Богини.

## Практики

### Ритуальные практики
Для практик магии и произнесения заклинаний, а также во время разнообразных праздников виккане пользуются различными ритуалами. Типичные ритуалы в ковене (или у викканина-одиночки) происходят внутри ритуально очищенного и построенного магического круга; призываются «Хранители» севера, востока, юга и запада, звучат молитвы Богине и Богу, и иногда творятся заклинания.
Обычно в круге присутствует алтарь, на который помещаются магические инструменты: атам, жезл, пентакль, чаша, другие известные предметы: метла, котёл, свечи, благовония, нож с белой ручкой — болин. На алтаре в круге могут размещаться символы, представляющие Бога и Богиню. Перед входом в круг некоторые традиции постятся в течение дня, и/или совершают ритуальное омовение. После завершения ритуала воздаётся благодарность Богине и Богу, а также Хранителям, и круг «разрушается».
Наиболее неожиданным аспектом викки, в особенности гарднерианской, является традиционная практика колдовства в обнажённом виде, также известном как «небесные одежды». Эта практика, по-видимому, происходит из традиции Арадии, итальянской традиции, которую предположительно описал Чарльз Лиланд. Работа в «небесных одеждах» практикуется в основном посвящёнными викканами. Эклектики, превосходящие их по численности, менее строго соблюдают эти традиции. Когда виккане работают одетыми, они могут облачиться в ритуальную робу, пояс, одежду в средневековом стиле или же просто уличную одежду. Каждое полнолуние и иногда новолуние отмечается ритуал, называемый эсбат.

### Колесо Года
Виккане также отмечают восемь праздников Колесо года, иначе известные под названием саббаты или шабаши (sabbats) . Среди них — четыре великих праздника, обозначающие смену времён года, совпадают с древними кельтскими огненными праздниками. Другие четыре меньших праздника — это летнее и зимнее солнцестояния, а также весеннее и осеннее равноденствия, были вначале приняты в 1958 году в ковене Брикет Вуд. Названия этих праздников в основном заимствованы из немецких языческих и кельтских политеистических праздников. Праздники викканского Колеса года не являются реконструкцией и часто отличаются от своих исторических двойников, но являются универсальными. В викканских ритуальных празднованиях может отражаться культурное влияние тех праздников, название которых они носят, а также влияние других культур, не имеющих к ним прямого отношения. Восемь шабашей, начиная с Самхейна, который долгое время рассматривался как кельтский Новый год, следующие:
- Самхейн — большой шабаш почитания умерших;
- Йоль — малый шабаш, зимнее солнцестояние;
- Имболк — большой шабаш, приближение весны;
- Остара — малый шабаш, весеннее равноденствие;
- Белтейн, или канун мая — большой шабаш, символическое начало лета;
- Середина лета или Лита — малый шабаш, летнее солнцестояние;
- Лугнасад, или Ламмас — большой шабаш, посвящённый урожаю;
- Мабон — малый шабаш, осеннее равноденствие.

### Проведение ритуалов

#### Посвящение
Человек, изучающий ремесло и стремящийся примкнуть к ковену, обычно должен пройти через обряд посвящения. Все представители британской традиционной викки (БТВ) могут проследить линию своей духовной преемственности вплоть до признанного основателя — Джеральда Гарднера и, соответственно, ковена Нью Форест.
Сам Гарднер настаивал на существовании особого правила, по которому кандидат должен провести год и день в изучении традиции перед получением инициации (хотя и неоднократно был уличён в пренебрежении этим предписанием).
В британской викке существует три степени посвящения. Новичок всегда начинает своё продвижение по ним с первой. Для получения второй проводится отдельная церемония, в ходе которой кандидат должен показать своё знание специальных ритуальных принадлежностей, а также правил и особенностей их применения. На этой ступени викканин получает новое, «магическое» имя, ему даётся официальное разрешение инициировать других кандидатов и создавать полуавтономные ковены.
Третья степень является высочайшей, и кроме возможности создавать собственные, полностью независимые ковены, инициату объясняют и передают знание особых, сексуально-магических практик — так называемого Великого ритуала, а также форм церемониального использования Флагелляции.
В традиции, основанной Робертом Кокрейном, существует только две степени, это послушник и инициированный.
Некоторые виккане-одиночки проводят церемонии самопосвящения для того, чтобы ритуально засвидетельствовать факт своего вступления на духовный путь. Подобные обряды неоднократно публиковались, например в книге Скотта Каннингема «Wicca: A Guide for the Solitary Practitioner».
Существует ещё одна форма посвящения для тех виккан, которые по каким-либо причинам не относят себя к ковену и являются так называемыми «солитари» (от англ. solitary, одиночка). Это виккане, которые практикуют викку самостоятельно, не входят в состав ковена, однако могут присоединяться к ковену во время празднований или шабашей, учиться у учителя из состава ковена и обмениваться практиками и знаниями с ковеном. Как правило, такие виккане черпают свои знания из различной литературы и просто не имеют в своём ближайшем окружении ковена из-за отсутствия оного. Для таких виккан существуют различные формы самопосвящения, однако не все традиции викки принимают самопосвящение; периодически солитари могут посвящаться в ковене, не вступая в него.

#### Хэндфастинг
Ещё одной важной церемонией викки является Хэндфастинг (англ. handfasting — «сплетение рук»), именно этим термином чаще всего называют викканскую свадьбу. Стоит сказать, что некоторые представители означенной религии считают правильным заключать предварительные браки, длящиеся год и один день. Обычно подобные церемонии проводят во время празднования Ламмаса (Лугнасада) по той причине, что в древние времена именно в это время в Ирландии заключались так называемые «Теллтаунские браки», которые как раз считались испытательными.
При заключении постоянного брака главным обетом является — «Быть вместе, пока живёт любовь в сердцах», в противоположность христианскому «Пока смерть не разлучит нас».
Первый известный викканский свадебный ритуал состоялся в 1960 году в ковене Брикит Вуд, между Фредериком Лэмондом и его первой женой Джиллиан.

#### Викканинг
Викканинг — это особый обряд, проводимый для новорождённых и детей младшего возраста, в определённом смысле — аналог крещения. Викканинг не обязывает ребёнка в будущем к принятию веры, тем самым, при его проведении соблюдён важный для каждого викканина постулат о святости и неприкосновенности свободной воли. Призван представить малыша Богу и Богине, а также обеспечить их защиту и покровительство.

### Книга Теней
Помимо личного дневника практика, Книгой Теней называют особый, схожий с древними гримуарами текст. В инициатических традициях викки, например гардерианской, его принято особо ревностно оберегать от всех непосвящённых. Несмотря на это строгое правило, некоторые варианты Книги Теней были неоднократно опубликованы. Это дало возможность эклектическим викканам адаптировать многие ключевые главы и параграфы для собственной практики. Зачастую, не имеющие инициации эклектики пытаются создать свои Книги Теней, информация в которых может быть адекватно понята только ими самими.

## Традиции
«Традиционность» в викке обычно подразумевает посвящение в определённую традицию. Существует множество таких традиций, но помимо того есть и одиночные или эклектические виккане, не связанные с какой-либо определённой традицией, некоторые из которых работают в одиночку (солитари), а другие присоединяются к ковену. Также существуют другие формы колдовства, не имеющие отношения к викке. Традиции США прекрасно описаны в книгах «Низведение Луны» Марго Адлер, «Спиральный танец» Стархоук, и «Её тайные дети: пробуждение викки и язычества в Америке» Чаз С. Клифтон.
Недостаток согласованности в установлении определяющей категории в викканских общинах часто приводил к путанице между традиционными викканами и эклектическими традициями. Это может рассматриваться в обычном описании многих эклектических традиций, так же как и в традиционных. В Соединённых Штатах, где обычно и происходит путаница, виккане различных традиций, которые происходят из гарднерианской традиции, могут называть себя викканами британской традиции.

### Ковены и виккане-одиночки
Традиционная викка предполагает наличие ковенов, которыми руководят посвящённые высшая жрица и высший жрец. Ковены являются автономными, часто высшая жрица и высший жрец в них работают в паре, будучи парой, где оба из них прошли посвящение первой, второй и третьей степени. Изредка лидеры ковена прошли только вторую степень посвящения, в данном случае они находятся под руководством родительского ковена. Посвящение и обучение новой жрицы или жреца часто происходит в окружении ковена, но это не обязательное правило, и некоторые посвящённые виккане не поддерживают отношений с каким-либо ковеном.
Считается, что идеальное число членов ковена 13, хотя это также не является незыблемым правилом. В действительности, многие ковены в США меньше, хотя ситуативно членство может увеличиваться за счёт участия виккан-солитари в «открытых» ритуалах. Если ковен разрастается более идеального числа участников, происходит разделение (по-другому называется «роение») на два или больше ковенов, между которыми часто всё же остаётся связь в качестве группы. Во многих традициях сплочённая группа из нескольких ковенов известна под названием «роща».
Посвящению в ковен традиционно предшествует период, по крайней мере, в год и один день. Обучение может продолжаться в этот период. В некоторых ковенах ритуал предварительного «посвящения» может совершаться в течение этого периода, какое-то время перед непосредственным посвящением, позволяя кандидату в ковен поучаствовать в примерном ритуале. Виккане-одиночки также иногда выбирают период изучения в «год и день» перед самопосвящением в религию.
В отличие от традиционных, эклектические виккане наиболее часто практикуют в одиночку. Однако некоторые из этих «одиночек» могут посещать собрания и другие общественные мероприятия, но проводят свои духовные практики (шабаши, эсбаты, заклинания, почитание Богини и Бога, магическую работу, и т. д.) в одиночестве. Эклектические виккане теперь значительно превышают численность традиционных виккан, и их верования и практики могут сильно отличаться.

## История

### Происхождение
История викки вызывает много споров. Гарднер утверждал, что викка является одной из выживших матриархальных языческих религий древней Европы, которой его обучили члены ковена Нью-Форест; их ритуалы были отрывочны и в основном были переписаны им. Большинство, если не все элементы гарднеровской версии истории существенно оспорены, включая само существование ковена Нью-Форест. Такие авторы, как Эйдан Келли и Фрэнсис Кинг, утверждали, что Гарднер переработал их полностью, добавляя элементы из работ Маргарет Мюррей, заклинания из Арадии и практики церемониальной магии.
Хезельтон приходит к выводу, что, несмотря на то, что Гарднер возможно ошибался относительно древнего происхождения религии, его рассуждения о ней сделаны большей частью добросовестно. История Гарднера такова: после отказа от путешествий по всему миру он присоединился к ковену Нью-Форест. Позже, опасаясь, что Ремесло закончит своё существование, он работал над своей книгой «Ведовство сегодня», изданной в 1954 году, за которой последовала «Значение колдовства» в 1959. Именно из этих книг вышла основная часть современной викки.
Многие ритуалы и принципы Гарднера можно рассматривать как позаимствованные из работ более ранних оккультистов и других дошедших до наших дней источников; оставшиеся первоисточники не образуют целостного материала и в основном используются как замещения и дополнения среди другой информации. Роджер Динели описывает такое явление как мозаику/лоскутное шитьё.
Некоторые заявления Гарднера были актуальны в начале XX века, но опровергаются последующими научными трудами. Идея высшей Матери Богини, например, была общей в Викторианской и Эдвардийском литературе: концепция Рогатого Бога — особенно в отношении Пана и Файна — была менее обща, но всё же значительна . Обе эти идеи были широко приняты в академических литературе и популярной прессе в то время.
Исаак Боневиц и другие утверждали, что доводы Валиенте и Хезельтона указывают на возрождение начала XX века, которое Гарднер датировал более ранним временем, а не на оставшуюся нетронутой древнюю языческую религию. Этот аргумент относится к историческим заявлениям Гарднера, которые согласовались с наукой того времени, противоречили более поздней науке. Боневиц писал: «Примерно между 1920 и 1925 гг. несколько фольклористов объединились с розенкрейцерами Золотой Зари и членами Семейной традиции, чтобы создать первый современный ковен в Англии, используя информацию самых различных направлений в попытке собрать осколки их языческого прошлого».
Викка иногда характеризуют как «единственную религию, которую Англия когда-либо дала миру», однако многие виккане не согласны и считают свою религию наследием очень древних практик, поскольку даже слово «викка» происходит из индоевропейского корня «weik», имеющего отношение к магии и/или религии. От этого общего корня в германских языках появилось «wikk», означающее магия или волшебство.

### Последующее развитие
Гарднерианская викка была мистической религией, предполагающей инициацию, доступ к которой был ограничен теми, кто был инициирован в существовавший ранее ковен. Викка была представлена Северной Америке Реймондом Баклендом, эмигрировавшим англичанином, посещавшим гарднерианский ковен острова Мэн, чтобы пройти инициацию. Интерес к ней быстро распространился в США: многие были инициированы и многие, не проходя инициацию, создавали свои собственные ритуалы на основе опубликованной информации или своего собственного воображения.
В Великобритании последователи гарднерианской традиции начали проходить свою собственную инициацию, и их число существенно возросло. От одного из них (хотя в действительности утверждается, что эта традиция появилась из традиционного, не-гарднерианского источника) произошла ветвь, известная как александрийская викка. Возрастающая популярность по обе стороны Атлантики, и в других странах, вместе с увеличением тиражей печатных изданий, рассчитанных на то, чтобы многие люди могли начать практиковать викку, не являясь членом ковена или не проходя инициацию для того, чтобы получить такую возможность. В ответ на это традиционно посвящённые виккане в Северной Америке начали описывать свою традицию, как британскую традицию викки.
Другим значительным результатом развития религии было создание феминистками в конце 1960—1970-х годов эклектического движения, известного как дианическая викка или феминистское дианическое ведьмовство. Дианическая викка не имеет связи с линией/наследственностью традиционной викки, творчески интерпретирует опубликованные материалы о викке в качестве основы структуры её ритуалов. Эта определённо феминистская, ориентированная на Богиню вера не проявляет интереса к Рогатому Богу и не приемлет свойственную гарднерианской традиции иерархию и необходимость посвящений. Ритуалы создаются для самопосвящения, чтобы дать людям возможность идентифицировать себя с религией или присоединиться к ней без помощи ковена. Это контрастирует с гарднерианской верой в то, что только ведьма противоположного пола может посвятить другую ведьму.

### Демография
Исаак Боневитс указывает несколько причин, затрудняющих фиксацию численности любой неоязыческой группы. Тем не менее, попытки подобной фиксации предпринимались. Американский Обзор Религиозной идентификации в 2001 году установил, что, по крайней мере, 134 000 взрослых идентифицируют себя как виккан в Соединённых Штатах Америки, по сравнению с 8000 в 1990 годах. Эти цифры удваиваются каждые тридцать месяцев. В Великобритании формат переписи не позволил точно определить традиции внутри язычества, поскольку Языческая Федерация перед началом переписи 2001 года призывала виккан, язычников, друидов и других неоязычников подписываться под определением «язычник» (Pagan), чтобы увеличить число собственных приверженцев. Таким образом, 42262 человека из Англии, Шотландии и Уэльса объявили себя язычниками. Adherents.com, независимый веб-сайт, который специализируется в оценке приверженцев мировых религий, цитирует свыше тридцати источников, по которым можно оценить численность виккан (главным образом из США и Великобритании).

## Этимология
Термин Wica впервые появился в работах Джеральда Гарднера (Witchcraft Today, 1954, и The Meaning of Witchcraft, 1959). Он использовал слово как неисчисляемое существительное, относящееся к адептам его колдовской традиции (‘the Wica’), а не к самой религии. Он называл религию колдовством (witchcraft), а не викка (Wica). Вполне вероятно, что слово происходит от древнеанглийского слова wicca [ˈwit.t͡ʃɑ] — «волшебник»; при этом wicca и его женский вариант wicce [ˈwit.t͡ʃe] — «ведьма» (wiccian — «накладывать заклятие») являются предшественниками современного английского слова ведьма (witch [wɪtʃ]).
Существуют несколько предположений более далёких корней происхождения слова witch. В 1891 Чарльз Годфри Лиланд писал в сноске: «Witch. В средневековой Англии wicche, относящееся к мужчинам и женщинам, волшебник, ведьма. Англосаксонское wicca — мужской вариант, wicce — женский вариант. Wicca является искажением слова wítga, широко используемому в качестве сокращения wítega, предсказатель, провидец, пророк, маг, волшебник, кудесник, чародей»; а в 1921 этимолог Эрнест Викли отметил возможную связь между witch, готским 𐍅𐌴𐌹𐌷𐍃 («святой») и немецким weihan («посвящать»), и что вероятная причина связи заключалась в том, что «…жрецы побеждённой религии естественным образом становились магами в глазах своих преемников или оппонентов…».
Сам Гарднер утверждал, что узнал об этом термине от членов существующей группы, которая посвятила его в колдовство в 1939: «Я осознал, что наткнулся на кое-что интересное; но я прошёл посвящение наполовину до того, как слово Wica, которое они употребляли, ударило меня, словно молния, и я понял, где нахожусь, и что Древняя Религия всё ещё существует.»
Произношение слова Wicca не употреблялось Гарднером, а термин Wiccan (как прилагательное, так и существительное) стали употреблять значительно позже, но сейчас это наиболее часто используемый термин для обозначения последователей викки.

## Викка и язычество
Викка — неоязыческая религия с определёнными видами обрядов, сезонными ритуалами и религиозными, магическими и этическими правилами. Виккане практикуют форму ведовства, но не все ведьмы виккане — существуют другие формы ведовства, народной магии и волшебства внутри многих культур с очень разнообразными практиками.
Большинство виккан считают себя язычниками, хотя общий термин язычество охватывает множество вероисповеданий, которые не имеют отношения к викке и ведовству. Викка обычно описывается как неоязыческое вероисповедание, хотя Исаак Боневич, известный неодруид, считает, что ранняя викка (в то время ещё называвшаяся «колдовство») была по сути мезоязыческим направлением. Поскольку не существует централизованной викканской организации и общепринятых догматов, верования и практики виккан могут существенно отличаться как среди солитари, так и среди ковенных традиций. Как правило, главные религиозные принципы, этика и структура ритуалов всеми разделяются, так как они ключевой момент традиционных учений и опубликованных трудов по данной тематике.
Викка является вариацией ведовства, основанной на религиозных и магических концепциях. Это практически осуществлялось при посвящении в традицию Джеральда Гарднера; по существу отличается от других форм ведовства и язычества не одним вероучением, но практикой магии, этической философией, системой посвящения, организационной структурой и секретностью. Некоторые традиционные верования и практики были приняты викканскими течениями вне первоначальной традиции, например, эклектическими викканами, которые в целом пренебрегают системой посвящения, секретности и иерархии, и очень различаются верованиями, иногда никогда не применяют магию и не называют себя ведьмами. Внутри традиционных учений викки существует три степени посвящения. Посвящённые в первую ступень получает членство в ковене; те, кто желает учить других могут со временем пройти вторую и третью ступени посвящения, и получить статус «верховный жрец» или «верховная жрица», который позволяет им основать новые ковены. При посвящении, некоторые виккане получают магическое имя, которое символизирует их духовное «возрождение». Магическое имя используется в качестве магического альтер эго, или просто обеспечивает анонимность, если ведьма показывается в обществе (смотрите ниже Признание викки).

## Признание викки
В США поправки в законодательстве страны улучшили и узаконили статус виккан, особенно поправка Dettmer v. Landon в 1985 году. Однако, всё ещё присутствует враждебность со стороны некоторых политиков и христианских организаций.
Тем не менее, викканский символ внесён, например, в официальный список эмблем вероисповедания, размещаемых на надгробиях солдат и ветеранов армии США.
Согласно истории традиции, предложенной Гарднером, викка является выжившим европейским ведовским культом, который преследовали во время судов над ведьмами (иногда называемое Время костров). После Гарднера теория организованного панъевропейского ведовского культа была сильно дискредитирована, но всё же общим для виккан является выражение солидарности с жертвами ведовских процессов.
Существует мнение, что викка — это форма сатанизма, несмотря на теологические и моральные различия между этими религиями. В связи с существующими негативными ассоциациями, связанными с колдовством, многие виккане тайно продолжают традиционные практики, скрывая свою веру под страхом преследования. Раскрытие себя в качестве виккан семье, друзьям или коллегам часто называют «выход из чулана для метлы» («coming out of the broom-closet»).
Иногда викку обвиняют в антихристианстве, однако такое мнение опровергают сами виккане, например Дорин Вальенте. Она, тем не менее, утверждала, что хотя знает много виккан, которые восхищаются Иисусом, «ведьмы мало уважают доктрины церквей, которые они рассматривают как множество искусственных догм».
Некоторые считают викку простым ответвлением от движения нью-эйдж, однако данное мнение настойчиво отрицают виккане и также историки, среди которых Рональд Хаттон, который заметил, что викка не только предшествовала нью-эйдж, но также отличается от него основой мировоззрения.

## Викка в России
30 апреля 2011 года в России был официально зарегистрирован первый викканский ковен «Ковен Ивовой Лощины» в г. Ижевск Удмуртской республики.
В России функционируют «Союз виккан России» и российское отделение «Международной языческой федерации», а также существует множество различных викканских ковенов и общин. Идеология этих групп очень различается даже в пределах викки.

### Научная
на русском языке
- Викка // Кэрролл Р. Т. Энциклопедия заблуждений: собрание невероятных фактов, удивительных открытий и опасных поверий. — М.: Издательский дом «Вильямс», 2005. — 672 с. — ISBN 5-8459-0830-2, ISBN 0-471-27242-6.
- Прокофьев А., Филатов С. Б., Коскелло А. С. Славянское и скандинавское язычества. Викканство // Современная религиозная жизнь России. Опыт систематического описания / Отв. ред. М. Бурдо, Филатов С. Б.. — М.: Университетская книга, Логос, 2006. — Т. IV. — С. 320—333. — 155—207 с. — 2000 экз. — ISBN 5-98704-057-4.

на других языках
- Salomonsen J. Feminist Witchcraft and Holy Hermeneutics // Nature Religion Today: Paganism in the Modern World[англ.] (англ.) / In Joanne Pearson; Richard H. Roberts; Geoffrey Samuel (eds.). — Edinburgh: Edinburgh University Press, 1998. — P. 143—156. — 222 p. — ISBN 978-0-7486-1057-0.
- Berger H. A.[англ.]. A Community of Witches: Contemporary Neo-Paganism and Witchcraft in the United States (англ.). — University of South Carolina Press[англ.], 1999. — ISBN 0-58533-796-9.
- Clifton C. S.[англ.]. Her Hidden Children: The Rise of Wicca and Paganism in America (англ.). — AltaMira Press, 2006. — ISBN 0-75910-201-5.
- Hume L. Witchcraft and Paganism in Australia (англ.). — Melbourne University Press, 1997. — ISBN 978-0-522-84782-6.
- Lewis J. R. Witchcraft Today: An Encyclopedia of Wiccan and Neopagan Traditions (англ.). — ABC-CLIO, 1999. — ISBN 1-57607-134-0.
- Magliocco S.[англ.]. Witching Culture: Folklore and Neo-Paganism in America (англ.). — University of Pennsylvania Press. — 2004. — ISBN 0-81223-803-6.

### Викканская
на русском языке
- Кэбот Л. «Сила ведьм»: Пер. с англ. — М.: REFL-book, 1995. Библиотека эзотерической литературы. — 304 с. ISBN 5-87983-023-3
- Скотт Каннингем. Руководство по самостоятельной магической практике. СПб., 2009.
- Тимоти Родерик. Викка. Год и один день. 366 дней духовной практики в Искусстве Мудрых. СПб., 2008.
- Рэйвен Гримасси. Викка. Древние корни колдовских учений. М., 1999
- Тэмми Салливан. Магия стихий. Огонь, воздух, вода, земля. Определите свою стихию. СПб., 2008.

на других языках
- Gardner, Gerald B (1999) [1954]. Witchcraft Today. Lake Toxaway, NC: Mercury Publishing.
- Raymond Buckland, The Witch Book: The Encyclopedia of Witchcraft, Wicca, and Neo-paganism (Detroit: Visible Ink Press, 2002).
- James Aten, The Truth About Wicca And Witchcraft-Finding Your True Power. (Aten Publishing, 2008).
- Simos M. The Spiral Dance: a Rebirth of the Ancient Religion of the Great Goddess. San Francisco: Harper, 1999.